# Stèle de Nora
La stèle de Nora est une stèle phénicienne réputée être le plus ancien document écrit de l'histoire occidentale, datée de la fin du IXe ou du début du VIIIe siècle av. J.-C.. Elle témoigne de la diffusion de l'alphabet phénicien dans le bassin occidental de la Méditerranée. Il s’agit d’un morceau de grès.

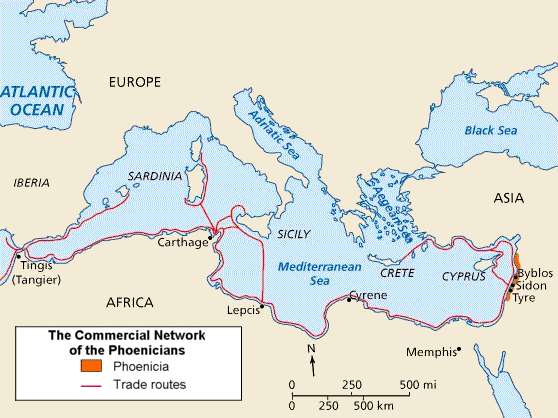
Le réseau commercial des Phéniciens

Retrouvée en 1773 en réemploi sur le site archéologique de Nora en Sardaigne, elle figure dans le Corpus Inscriptionum Semiticarum sous le numéro C.I.S. I, 144 et a été déposée au Musée archéologique national de Cagliari. 
Elle a été interprétée comme étant liée à un culte rendu à une divinité phénicienne, Pumay, ce même culte étant à relier au processus de colonisation.